# مفاوضات
مفاوضات کتابی است که برای اولین بار در سال ۱۹۰۸ منتشر شد. این کتاب شامل سوالاتی در زمینه دین، فلسفه و علم است که لورا کلیفورد بارنی  که موضوعات متمرکز بر مسائل دینی است  و طول سفرهای خود به حیفا بین سالهای ۱۹۰۴ و ۱۹۰۶ از عبدالبهاء آن‌ها را پرسیده و عبدالبهاء پاسخ داده‌است. عبدالبهاء فرزند بهاءالله -بنیانگذار آئین بهائی- بود که از جانب بهاءالله به عنوان جانشین و مفسر بیانات و آثار او تعیین شد.
این کتاب موضوعاتی همچون پیامبران، خدا، انسان، تکامل، جاودانگی روح، ارتباط میان روح و بدن، تناسخ و اعتقادات مسیحیان را مورد بررسی قرار می‌دهد.

## محتوای کتاب
این کتاب به پنج بخش تقسیم شده:

### I. تأثیر انبیا در ترقی و تربیت نوع انسانی
از جمله مباحث فصل اول کتاب عبارتند از: قوانین عمومی طبیعت، دلایل عقلانی و معنوی برای اثبات وجود خدا ، مظاهر ظهور الهی (از جمله ابراهیم، موسی، مسیح، محمد باب و بهاءالله) و بشارت‌های کتاب مقدس از فصول ۸، ۹ و ۱۲ و کتاب دانیال، فصل ۱۱ از کتاب اشعیا و فصل‌های ۱۱ و ۱۲ از مکاشفه یوحنا.

### II. بعضی مقالات متعلق به مسائل مذهب عیسوی
بخش دوم کتاب متشکل از برخی موضوعات مسیحی است از جمله: اهمیت نماد و سمبلیسم، بررسی و توضیح آیاتی از کتاب مقدس، داستان آدم و حوا، تولد مسیح، عظمت مسیح، غسل تعمید، معجزه عشای ربانی، پطرس و پاپ، رستاخیز مسیح، روح القدس، ظهور دوم مسیح، روز حساب، تثلیث، گناه، توهین به مقدسات و قضا و قدر.

### III. مقالات در علامات و کمالات مظاهر الهیه
قسمت سوم کتاب دربارهٔ موضوعاتی همچون پنج جنبه از روح مقام، تأثیر و نفوذ مظاهر ظهور الهی دو قسم از پیامبران و عصمت صحبت می‌کند.

### IV. مقالات در مبدأ و معاد و قوا و حالات و کمالات مختلف انسانی
بخش چهارم کتاب شامل توضیحاتی است دربارهٔ: نظریه تکامل، منشأ جهان، تفاوت بین انسان و حیوان، منشأ انسان، تفاوت روح و ذهن ماهیت انسان منشأ روح و ذهن انسان، رابطه بین روح و بدن، ارتباط بین خدا و انسان، توانایی‌های جسمی و فکری انسان، تفاوت‌های شخصیتی انسان‌ها، دانش انسان و دانش مظاهر ظهور الهی، فهم انسان از خدا، جاودانگی روح، وضعیت و پیشرفت روح پس از مرگ، سرنوشت، رویا ارتباط با ارواح شفای معنوی و جسمی.

### V. مقالات در مواضیع مختلفه
قسمت پنجم کتاب به موضوعاتی می‌پردازد از قبیل: عدم وجود شر، مسئله عذاب، عدالت و رحمت خدا، مجازات مجرمان، اعتصاب، واقعیت، تناسخ، وحدت وجود، چهار نوع ادراک و اخلاق.